# Mukagogo
Mukagogo är ett periodiskt vattendrag i Burundi.   Det ligger i provinsen Kirundo, i den norra delen av landet, 150 km nordost om huvudstaden Bujumbura. Mukagogo ligger vid sjön Lac Kanzigiri.
Omgivningarna runt Mukagogo är en mosaik av jordbruksmark och naturlig växtlighet. Runt Mukagogo är det ganska tätbefolkat, med 207 invånare per kvadratkilometer.